# Bitam

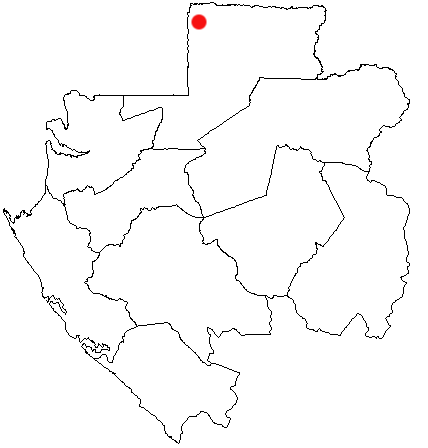
Localização de Bitam no Gabão.

Bitam é a segunda maior cidade da província de Woleu-Ntem e a capital do departamento de Ntem, no Gabão. No último censo realizado em 1993 possuía 7.473 habitantes.